# Campionati nordici di lotta 1984
I campionati nordici di lotta 1984 si sono svolti a Tønsberg, in Norvegia. 

## Podi

### Lotta greco-romana
| Evento        | Oro                   | Argento             | Bronzo             |
| Fino a 48 kg  | Jukka-Pekka Tanner    | Kent Andersson      | Ole Jacobsen       |
| Fino a 52 kg  | Jon Rønningen         | Taisto Halonen      | Anders Bükk        |
| Fino a 57 kg  | Benni Ljungbeck       | Ronny Sigde         | Pentti Rasingangas |
| Fino a 62 kg  | Hannu Övermark        | Kent-Olle Johansson | Morten Brekke      |
| Fino a 68 kg  | Tapio Sipilä          | Gerry Svensson      | Atle Stoeve        |
| Fino a 74 kg  | Jouko Salomäki        | Magnus Fredriksson  | Morten Hageboe     |
| Fino a 82 kg  | Adrian Berg von Linde | Klaus Mysen         | Jari Salomaeki     |
| Fino a 90 kg  | Christer Gulldén      | Toni Hannula        | Pal Berger         |
| Fino a 100 kg | Frank Andersson       | Keijo Manni         | Frode Mjoelner     |
| Oltre 100 kg  | Tomas Johansson       | Roy Fjellbu         | Pekka Maekaelae    |